# Mancomunidad del Río Dílar

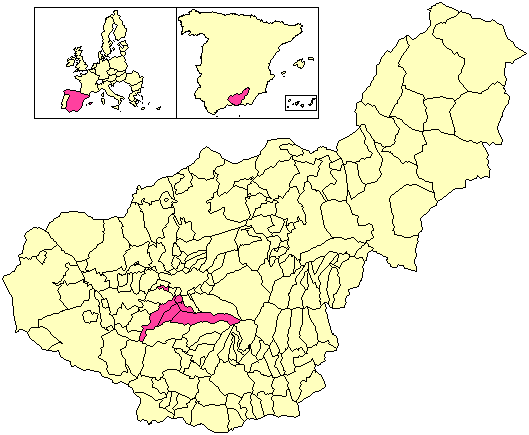
Situación de la Mancomunidad del Río Dílar en la provincia de Granada.

La mancomunidad del Río Dílar es una agrupación voluntaria de municipios (mancomunidad) de la provincia de Granada, en Andalucía (España). Tiene como objetivo establecer servicios relacionados con el desarrollo del deporte, la cultura, la juventud, el ocio, el medioambiente y los servicios sociales. Todos los municipios mancomunados forman parte de la comarca de la Vega de Granada.
Esta entidad está formada por los siguientes municipios:
- Alhendín
- Cúllar Vega
- Dílar
- Gójar
- Ogíjares
- Villa de Otura